# Poeciloderma sexfasciatum
Poeciloderma sexfasciatum là một loài bọ cánh cứng trong họ Cerambycidae.